# Elezioni parlamentari in Niger del 1996
Le elezioni generali in Niger del 1996 si sono tenute il 23 novembre.

## Risultati
| Liste                                                               | Voti      | %     | Seggi |
| ------------------------------------------------------------------- | --------- | ----- | ----- |
| Unione Nazionale degli Indipendenti per il Rinnovamento Democratico | 990 308   | 66,03 | 59    |
| Alleanza Nigerina per la Democrazia e il Progresso                  | 123 957   | 8,26  | 8     |
| Partito delle Masse per il Lavoro                                   | 107 000   | 7,13  | 2     |
| Unione dei Patrioti Democratici e Progressisti                      | 91 944    | 6,13  | 4     |
| Unione per la Democrazia e il Progresso Sociale                     | 36 899    | 2,46  | 3     |
| Partito per la Dignità del Popolo                                   | 21 475    | 1,43  | 3     |
| Movimento per la Democrazia e il Progresso                          | 7 562     | 0,50  | 1     |
| Indipendenti                                                        | 46 805    | 3,12  | 3     |
| Altri                                                               | 73 862    | 4,92  | –     |
| Totale                                                              | 1 499 812 | 100   | 83    |